# Brume (recueil)
Pour les articles homonymes, voir Brume et Skeleton Crew.
Brume (titre original : Skeleton Crew) est un recueil de nouvelles d'horreur de Stephen King publié en 1985 et qui a reçu le prix Locus du meilleur recueil de nouvelles 1986. Par ailleurs, Le Chenal a reçu le prix World Fantasy de la meilleure nouvelle 1982.
Il comporte vingt-deux œuvres : vingt nouvelles (dont une, Brume, est significativement plus longue que les autres) et deux poèmes (Paranoïa : une mélopée et Pour Owen). La plupart de ces histoires ont été publiées dans divers magazines ou anthologies au début des années 1980 mais certaines sont plus anciennes, En ce lieu, des tigres, La Révolte de Caïn et L'Image de la faucheuse ayant été publiées alors que Stephen King était encore étudiant à l'Université du Maine. Seuls les deux poèmes et Livraisons matinales (Laitier n°1) n'avaient jamais été publiés auparavant.

## Contenu
- Brume, 1987 ((en) The Mist, 1980)
- En ce lieu, des tigres, 1987 ((en) Here There Be Tygers, 1968)
- Le Singe, 1983 ((en) The Monkey, 1980)
- La Révolte de Caïn, 1987 ((en) Cain Rose Up, 1968)
- Le Raccourci de Mme Todd, 1987 ((en) Mrs Todd's Shortcut, 1984)
- L'Excursion, 1987 ((en) The Jaunt, 1981)
- Le Gala de noces, 1987 ((en) The Wedding Gig, 1980)
- Paranoïa : une mélopée, 1987 ((en) Paranoid: A Chant, 1985)Poème
- Le Radeau, 1987 ((en) The Raft, 1982)
- Machine divine à traitement de texte, 1987 ((en) Word Processor of the Gods, 1983)
- L'Homme qui refusait de serrer la main, 1987 ((en) The Man Who Would Not Shake Hands, 1981)
- Sables, 1987 ((en) Beachworld, 1984)
- L'Image de la faucheuse, 1987 ((en) The Reaper's Image, 1969)
- Nona, 1987 ((en) Nona, 1978)
- Pour Owen, 1987 ((en) For Owen, 1985)Poème
- Le Goût de vivre, 1987 ((en) Survivor Type, 1982)
- Le Camion d'oncle Otto, 1987 ((en) Uncle Otto's Truck, 1983)
- Livraisons matinales (Laitier n°1), 1987 ((en) Morning Deliveries (Milkman #1), 1985)
- Grandes Roues : Où l'on lave son linge sale en famille (Laitier n°2), 1987 ((en) Big Wheels: A Tale of the Laundry Game (Milkman #2), 1980)
- Mémé, 1987 ((en) Gramma, 1984)
- La Ballade de la balle élastique, 1987 ((en) The Ballad of the Flexible Bullet, 1984)
- Le Chenal, 1987 ((en) The Reach, 1981)

## Résumés

### Brume
Plusieurs dizaines de personnes se retrouvent enfermées dans un supermarché pour échapper à des créatures inconnues étant apparues avec une brume étrange qui a recouvert la petite ville de Bridgton.

### En ce lieu, des tigres
Charles, un jeune garçon, se rend dans les toilettes de l'école et tombe nez-à-nez avec un tigre. Kenny, un de ses camarades envoyé par la maîtresse, vient le chercher mais ne croit pas son histoire et se fait dévorer. La maîtresse arrive ensuite et Charles retourne en classe pendant qu'elle entre à son tour dans les toilettes.

### Le Singe
Quand Hal et Bill étaient enfants, ils avaient l'habitude d'aller explorer le grenier de leur tante Ida car ils trouvaient à chaque fois quelque chose à leur goût. Un jour, Hal trouva un singe tenant des cymbales. Au début, il le trouvait amusant mais très vite, il se rendit compte que ce singe était maléfique car à chaque fois qu'il se mettait a percuter ses cymbales un accident fatal se produisait. Hal chercha à s'en débarrasser. Pour cela, il le jeta dans le vieux puits de sa tante. Mais il était loin de se douter que vingt ans après, il allait de nouveau être confronté à ce singe.

### La Révolte de Caïn
Un étudiant dépressif prend son fusil et tire au hasard sur des gens depuis la fenêtre de sa chambre de dortoir.

### Le Raccourci deMmeTodd
Mme Todd est obsédée par l'idée de trouver des raccourcis. Elle soutient à Homer, un ami du narrateur, qu'elle en a même trouvé certains qui sont plus courts qu'une ligne droite entre deux points. Incrédule, Homer accepte de l'accompagner dans l'un de ses voyages alors que Mme Todd paraît de plus en plus jeune.

### L'Excursion
Au XXIVe siècle, la téléportation est un moyen de transport courant entre les planètes. Mais les scientifiques ont découvert après des tests qu'il est nécessaire d'être inconscient pour pouvoir être téléporté sans risques. Un jeune garçon très curieux décide de retenir sa respiration pendant qu'on lui fait inhaler le gaz anesthésiant.

### Le Gala de noces
Un musicien de jazz raconte comment, pendant la prohibition, un petit escroc s'est fait abattre par un rival durant la réception suivant le mariage de sa sœur et comment son imposante sœur a entrepris alors de se venger, transformant le petit business de son frère en vaste empire criminel.

### Paranoïa: une mélopée
Poème écrit à la première personne dans lequel le narrateur est un paranoïaque qui se croit surveillé et persécuté.

### Le Radeau
Quatre étudiants, deux filles et deux garçons, ont entrepris d'aller se baigner au milieu d'un lac en empruntant un radeau. L'un d'eux remarque une forme semblable à une nappe de pétrole qui semble les suivre. Cette chose s'empare successivement de deux des jeunes gens et les dissout comme dans de l'acide. Les deux survivants sont piégés sur le radeau.

### Machine divine à traitement de texte
Un écrivain fatigué du mauvais caractère de sa femme et de son fils reçoit une machine à traitement de texte, cadeau de son neveu, adolescent génial récemment décédé. Il découvre qu'il peut créer des choses, ou en effacer, en les tapant ou les effaçant simplement sur la machine.

### L'Homme qui refusait de serrer la main
Dans un club privé de Manhattan, un habitué raconte l'histoire d'un homme qui refusait de toucher qui que ce soit car il avait été maudit en Inde après avoir été involontairement à l'origine de la mort d'un enfant. Cette malédiction implique en effet la mort de toute personne touchée par le malheureux.

### Sables
Dans un futur très lointain, un vaisseau spatial s'écrase sur une planète entièrement recouverte de sable, laissant seulement deux survivants. L'un d'eux commence à perdre la raison et, quand les secours arrivent enfin, le sable se révèle être un organisme vivant et pensant.

### L'Image de la faucheuse
Un collectionneur d'antiquités a l'intention d'acheter le miroir de Delver, un objet étant à l'origine de divers incidents très troublants et où certaines personnes ont cru voir l'image de la faucheuse se refléter dans un coin, avant de disparaître mystérieusement sans laisser de traces.

### Nona
Un jeune homme emprisonné se remémore comment il a rencontré une jeune femme nommée Nona et comment, en l'espace d'une nuit, il en est tombé amoureux et a été entraîné par elle dans une série de meurtres avant qu'elle ne l'abandonne à son sort.

### Pour Owen
Poème en vers libres dans lequel Stephen King emmène son fils Owen à l'école, le garçon lui décrivant sur le chemin une école fantastique où les élèves sont des fruits anthropomorphes.

### Le Goût de vivre
Un ancien chirurgien s'étant vu interdire d'exercer raconte, sous la forme d'un journal, comment il se retrouve coincé sur un îlot désert après le naufrage de son bateau alors qu'il essayait de passer de l'héroïne en contrebande. Gagné par la faim, il s'ampute un pied après s'être brisé la cheville et le mange dans le but de survivre. Il est alors pris dans une spirale.   

### Le Camion d'oncle Otto
Après qu'Otto Schenk eut délibérément écrasé son associé avec son camion, il devient obsédé par le véhicule, affirmant qu'il bouge de lui-même et qu'il a l'intention de le tuer. Il se met à vivre en reclus et à perdre la raison jusqu'au jour où son neveu le trouve mort, apparemment un suicide.

### Livraisons matinales (Laitier n°1)
Un laitier fait sa tournée matinale et laisse diverses « surprises » à ses clients à l'intérieur de ses bouteilles de lait. 

### Grandes Roues: Où l'on lave son linge sale en famille (Laitier n°2)
Deux amis passablement éméchés sont à la recherche d'un garage encore ouvert pour faire passer le contrôle technique à la voiture de l'un d'eux. Cette histoire a plusieurs liens avec la précédente.

### Mémé
Un jeune garçon est seul à la maison avec sa grand-mère, par qui il est terrifié, clouée au lit. Alors qu'il attend le retour de sa mère, il se remémore l'étrange histoire de la vieille dame et s'aperçoit que c'est en fait une sorcière. C'est alors qu'il s'aperçoit que sa grand-mère est morte… ou semble l'être.

### La Ballade de la balle élastique
Au cours d'un dîner donné en l'honneur d'un jeune auteur très prometteur, le sujet de conversation en vient à la folie. L'éditeur commence donc à raconter l'histoire d'un écrivain, assez semblable au jeune auteur à succès, qui était persuadé que sa machine à écrire servait de refuge à de petits êtres, les Fornits, qui lui apportait la créativité et qui a commencé peu à peu à sombrer dans la paranoïa.

### Le Chenal
Sur une petite île séparée du continent par un étroit chenal, la doyenne de l'île, atteinte d'un cancer, a des visions d'anciennes connaissances et de son défunt mari qui l'invitent à venir les rejoindre. Elle se décide finalement à emprunter le chenal gelé.

## Accueil et distinctions
Le recueil est resté 32 semaines (dont dix à la première place) sur la New York Times Best Seller list, y apparaissant directement à la première place le 23 juin 1985. Le Publishers Weekly le classe à la cinquième place des meilleures ventes de livres de fiction aux États-Unis en 1985.
En 1986, Brume a remporté le prix Locus et a été nommé au prix World Fantasy dans la catégorie du meilleur recueil. Par ailleurs, Le Chenal a remporté le prix World Fantasy de la meilleure nouvelle en 1982, et La Ballade de la balle élastique a été nommé au prix Locus du meilleur roman court, terminant à la troisième place, et au prix World Fantasy en 1985. 

## Adaptations
- Machine divine à traitement de texte a été adapté pour la télévision en 1985 dans un épisode des Contes de la nuit (Tales from the Darkside) intitulé L'Ordinateur des dieux.
- Mémé a été adapté en 1986 pour un épisode de La Cinquième Dimension ayant pour titre : Le Spectre de grand-mère. La nouvelle est à nouveau adaptée, cette fois pour le cinéma, dans Mercy (2014).
- Le Radeau fait partie de l'une des trois histoires du film à sketches Creepshow 2 (1987).
- Brume a fait l'objet d'une adaptation au cinéma en 2007, sous le titre The Mist, par Frank Darabont, puis à la télévision en 2017 sous la forme d'une mini-série et portant le même titre.